# 赵伊坪
赵伊坪（1910年—1939年3月5日），原名赵廉越，号石庵，汉族，河南郾城人，抗日烈士，先后任中共鲁西区党委委员、秘书长兼统战部部长、第六区政治部秘书长。

## 生平
1910年生于河南省郾城县县城东街一教师家庭。1925年，彭雪枫作为介绍人使其加入中国共产主义青年团，1926年转为中国共产党党员。之后，在郾城平民小学从事教师工作的同时，发展中共组织，开展农民运动。1927年春，其领导成立中共郾城城内党支部，并任书记。國民革命失败后，在陕鲁豫三省多地以教师职业为掩护从事地下党工作。1935年，担任杞县私立大同中学国文教员，在县内开展抗日救亡活动。西安事变后，在国军范筑先部担任秘书科文书，并促使范筑先与中共合作抗日。1937年底，到中共鲁西北特委工作，先后担任鲁西区党委委员、秘书长兼统战部部长、第六区政治部秘书长，期间主持中共鲁西北特委机关报《抗战日报》和理论刊物《先锋》月刊的工作。1939年3月，随一二九师先遣纵队由冠县、馆陶地区向东挺进。1939年3月5日，在茌平县琉璃寺一带遭遇日军，随后在与日军激战中牺牲。

## 纪念
1996年，漯河市将郾城县北街小学更名为伊坪小学，校名由原中央军委主席刘华清亲笔题词。